# Okręty podwodne typu Scorpène
Okręty podwodne typu Scorpène – typ opracowanego we współpracy francusko-hiszpańskiej okrętu podwodnego z napędem elektrycznym lub hybrydowym. Jednostki tego typu, zaprojektowane zostały we francuskiej stoczni DCNS przy współudziale hiszpańskiej stoczni Navantia.

## Historia
Ostatnimi konwencjonalnym okrętami podwodnymi zaprojektowanymi przez francuską firmę Direction des Constructions Navales (DCN – poprzedniczka DCNS) były okręty typu Agosta i Daphné, które zostały zaprojektowane na potrzeby francuskiej marynarki wojennej, a następnie eksportowane. Jednak rezygnacja z używania konwencjonalnych napędów na rzecz atomowych okrętów podwodnych przez marynarkę francuską spowodowały, że liderem w dziedzinie konstruowania i eksportu okrętów podwodnych z napędem konwencjonalnym zostały stocznie niemieckie. Aby przeciwdziałać tej tendencji, na początku lat 90. XX wieku francuski koncern rozpoczął projektowanie nowego okrętu podwodnego z napędem konwencjonalnym przeznaczonego od samego początku tylko na eksport. Ułatwieniem dla konstruktorów była zgoda rządu francuskiego na zaadaptowanie niektórych technologii używanych w budowie okrętów atomowych do prac przy okrętach typu Scorpène. W pracach uczestniczyła również hiszpańska stocznia Navantia, która zdobyte doświadczenia wykorzystała przy opracowywaniu rodzimych okrętów typu S-80.

## Konstrukcja
Scorpèny są średniej wielkości, dwupokładowymi okrętami podwodnymi z napędem elektrycznym, przeznaczonymi do zwalczania żeglugi, okrętów nawodnych i podwodnych, atakowania celów lądowych, operacji specjalnych, stawiania pól minowych i działań rozpoznawczych, zbudowanymi w jednokadłubowym układzie konstrukcyjnym. Okręt swoją budową przypomina atomowe okręty typu Rubis. Kadłub i dziób jednostek pokryty jest materiałem kompozytowym oraz powłoką anechoiczną tłumiącą fale akustyczne. Stery rufowe mają klasyczny układ krzyżowy, stery dziobowe umieszczone są na kiosku okrętów. Kadłub sztywny o średnicy 6200 mm zbudowano ze stali typu 80 HLES (haute limite élastique soudable) wytrzymującej nacisk 80 N/mm². Dzięki temu okręty zanurzają się na głębokość ponad 350 metrów. Wnętrze kadłuba podzielone jest poprzez wstawiony pośrodku koferdam, który mieści śluzę i właz przeznaczony do ewakuacji na dwie strefy. Autonomiczność okrętów wynosi 70 dób.

### Uzbrojenie
Scorpène wyposażone są sześć wyrzutni torped kalibru 533 mm oraz magazyn torped w przedziale dziobowym okrętów, mieszczącym do 18 sztuk torped (Indie i Chile zleciły integrację z pociskiem SM-39 Exocet). Wyrzutnie torpedowe przystosowane są również do stawiania min morskich. Uzbrojenie umieszczone jest na hydraulicznym automacie ładującym pociski do wyrzutni. Załadunek torped na okręty odbywa się przy użyciu specjalnego stelaża z obrotową kołyską, dzięki któremu po zdjęciu paneli z dziobowej części okrętu, poprzez luk załadowczy można umieścić uzbrojenie w przedziale torpedowym.

### Napęd
Jednostkę napędową okrętów tworzą silnik elektryczny Magtronic firmy Jeumont Schneidero mocy 2900 kW, dwie baterie akumulatorów ołowiowo kwasowych firmy Hagen, każda ze 180 ogniwami, które ładowane są za pomocą czterech generatorów spalinowo-elektrycznych MTU 396 12V SE 84 o mocy 632 kW każdy lub dwóch generatorów o mocy 1250 kW każdy. Na życzenie zamawiającego, okręty typu Scorpène mogą być wyposażone w system napędu hybrydowego, łączącego klasyczny układ elektryczny z działającym w cyklu zamkniętym układem AIP (Air Independent Propulsion). Obok systemu Stirlinga i ogniw paliwowych niemieckich firm Siemens i Howaldtswerke-Deutsche-Werft AG  jest to trzeci działający w takim trybie zespół napędowy. Przedział z zamontowanym systeme AIP nazwany jest modułem MESMA (Module d'Energie Sous-Marine Autonome). Okręt z modułem MESMA jest dłuższy (76,2 m) od jednostki bez tego systemu napędowego. Użycie napędu AIP pozwala wydłużyć czas przebywania okrętu pod wodą do trzech tygodni.

### Wyposażenie
Okręty wyposażone są w system SUBTICS (Submarine Tactical Integrated Combat System), zintegrowany system walki dla okrętów podwodnych drugiej generacji. W skład wyposażenia hydrolokacyjnego systemu Thales TSM 2233 wchodzą sonar z dziobową anteną cylindryczną, aktywne i pasywne anteny burtowe, antena holowana, sonar przeciwminowy i urządzenie do pomiaru szumów własnych. Okręt dysponuje również radiolokacyjną stacją nawigacyjną Kelvin Hughes 1007, pasywnym systemem rozpoznania radiolokacyjnego EDO Reconnaissance Systems AR-9000, peryskopem Sagem APS i masztem optronicznym Sagem SMS. W okrętach przeznaczonych dla chilijskiej marynarki wojennej, zainstalowano opracowany specjalnie dla nich amerykański system walki elektronicznej AR-900

## Użytkownicy
Do tej pory wybudowano 5 okręty podwodne typu Scorpène, dwa przeznaczone dla Marynarki Wojennej Chile General Carrera (SS-22) i General O'Higgins (SS-23), dwa dla Królewskiej Marynarki Malezji Tunku Abdul Rahman (przekazany marynarce 27 stycznia 2009 roku) oraz Tun Razak (rozpoczął próby morskie 11 lutego 2009 roku). Okręty zamówiły również Indie, które swoje jednostki (sześć) budują we własnej stoczni Mazagon Dock Ltd. w Mumbaju, większość elementów okrętów powstanie w Indiach, ale z Francji mają zostać dostarczone grodzie dziobowe i rufowe, wyrzutnie torpedowe i spora część wyposażenia, w tym systemy bojowe. Pierwszym okrętem wprowadzonym do indyjskiej marynarki wojennej jest INS Kalvari (S50), który został zwodowany 7 kwietnia 2015 roku w stoczni Mazagon Dock a przekazany marynarce 14 grudnia 2017. Ostatnim użytkownikiem jednostek będzie Brazylia, która zamówiła cztery okręty z opcją na piąty. Specjalnie w tym celu Brazylia wybudowała stocznie w Itaguaí niedaleko Rio de Janeiro. 16 lipca 2011 roku w brazylijskiej stoczni uroczyście rozpoczęto budowę nowego okrętu podwodnego. Nowa jednostka przeznaczona jest dla Marinha do Brasil (Brazylijska Marynarka Wojenna). Okręt ma wejść do służby w 2017 roku i będzie jednym z czterech jednostek z konwencjonalnym napędem. Zebrane przy ich budowie doświadczenia mają zostać wykorzystane przy budowie kolejnych jednostek, tym razem wykorzystujących napęd atomowy, w realizacji projektu weźmie również udział francuski producent.

### Oferta dla Polskiej Marynarki Wojennej
We wrześniu 2014 roku media poinformowały, że producent okrętów, koncern DCNS zapowiedział zaproponowanie ich Marynarce Wojennej w planowanym przetargu na trzy nowe okręty podwodne w ramach programu Orka. Podano również, że miałyby one być produkowane i serwisowane w gdyńskiej Stoczni Nauta.